# Conus sugimotonis
Espèce
Statut de conservation UICN

 LC  : Préoccupation mineure
Conus sugimotonis est une espèce de mollusques gastéropodes marins de la famille des Conidae.
Comme toutes les espèces du genre Conus, ces escargots sont prédateurs et venimeux. Ils sont capables de « piquer » les humains et doivent donc être manipulés avec précaution, voire pas du tout.

## Description
La taille de la coquille varie entre 50 mm et 114 mm.

## Distribution
Cette espèce marine est présente au large du Japon, de Taiwan, des Philippines, dans la mer de Corail et au large de l'Australie (Queensland).

### Niveau de risque d’extinction de l’espèce
Selon l'analyse de l'UICN réalisée en 2011 pour la définition du niveau de risque d'extinction, il existe deux populations : au nord, cette espèce est présente du Japon aux Philippines, y compris Taïwan ; elle est également présente dans le sud du Queensland, en Australie et dans la mer de Corail. Cette espèce est peu commune dans les eaux plus profondes dans certaines parties de son aire de répartition. Il n'y a pas de menaces connues pour cette espèce de grande envergure. Nous avons inscrit cette espèce comme étant de préoccupation mineure.

## Taxonomie

### Publication originale
L'espèce Conus sugimotonis a été décrite pour la première fois en 1929 par le malacologiste japonais Tokubei Kuroda dans « Venus »,.

### Synonymes
- Continuconus sugimotonis (Kuroda, 1929) · non accepté
- Continuconus sugimotonis f. vicdani (Lan, 1978) · non accepté
- Continuconus sugimotonis f. whiteheadae (da Motta, 1985) · non accepté
- Conus (Klemaeconus) sugimotonis Kuroda, 1929 · appellation alternative
- Conus sugimotonis vicdani Lan, 1978 · non accepté
- Conus whiteheadae da Motta, 1985 · non accepté
- Kioconus sugimotonis (Kuroda, 1929) · non accepté

### Sous-espèces
- Conus sugimotonis vicdani Lan, 1978, accepté en tant que Conus sugimotonis Kuroda, 1929